# Окръжна болница (Кемптен)
Окръжна болница „Кемптен“ (на немски: Bezirkskrankenhaus Kempten) е специализирана болница по психиатрия, психотерапия и психосоматика в град Кемптен, провинция Бавария, Германия. Обслужва района на град Кемптен и окръзите Горен Алгой и Линдау. Създадена е през 1986 г. На 1 април 2011 г. окръжната болница става академична болница към Университета в Улм. Новата сграда на окръжната болница в Кемптен е открита на 23 февруари 2015 г. Тя е с площ от 9500 квадратни метра.